# Лукас Робертоне
Лукас Гастон Робертоне (ісп. Lucas Gastón Robertone, нар. 18 березня 1997, Конкордія, Аргентина) — аргентинський футболіст, захисник іспанського клубу «Альмерія».

## Ігрова кар'єра
Лукас Робертоне є вихованцем молодіжної команди клубу «Велес Сарсфілд», в якій він почав грати у віці чотирнадцяти років. Першу гру в основі у турнірі аргентинської Прімери Робертоне провів у серпні 2016 року. Після того матчу футболіст почав регулярно грати в першій команді «Велес Сарсфілд». У жовтні 2018 року футболіст підписав з клубом новий контракт до 2021 року.
У жовтні 2020 року Робертоне підписав п'ятирічний контракт з іспанським клубом «Альмерія».